# Jessica Zahedi
Jessica Zahedi (* 1. August 1978 in Heidelberg) ist eine deutsche Fernsehmoderatorin und Journalistin mit iranischen Wurzeln.

## Leben
Zahedi absolvierte 1997 ihr Abitur am Gutenberg-Gymnasium in Mainz. Später war sie bei Radio RPR tätig und machte dort von 1999 bis 2001 ein Volontariat. Nach der Mitarbeit an einem Online-TV-Projekt des 1. FC Kaiserslautern und als Reporterin wirkte sie 2003 bei der Einführung der Jugendwelle bigFM in Rheinland-Pfalz mit. Von 2003 bis 2007 studierte sie an der Fernuniversität in Hagen Politikwissenschaften (Abschluss: Bachelor of Arts). 2005 ging sie nach Hamburg, um bei Scholz & Friends in der Werbung zu arbeiten. Danach kam sie nach Mainz zurück. Seit 2006 ist sie beim ZDF in der heute-Redaktion tätig.
Zahedi hat zwei Kinder (* 2012 und 2016).

## Moderationen
- heute Xpress (seit 2015)
- heute plus (2011–2015)
- heute (Früh- und Spätausgaben, Kurzausgaben während des ZDF-Morgenmagazins; 2011–2015, 2024)